# Walk on the Wild Side (David-und-Bernstein-Lied)
Walk on the Wild Side ist ein Lied von Brook Benton aus dem Film Auf glühendem Pflaster (1962).

## Hintergrund
Walk on the Wild Side ist das Titellied des Films Auf glühendem Pflaster. Der Text stammt von Mack David, während Elmer Bernstein für die Musik zuständig war. Das Stück ist ein Mix aus Jazz und Gospel, wie er für New Orleans, dem Handlungsort des Films, üblich ist. Der Text handelt von einem verirrten Christen, der vor seinem gotteslästerlichen Leben gewarnt wird. Im Film ist der Song sowohl im Vor- als auch im Abspann zu hören.
Das Lied erschien auf dem Soundtrack zum Film, auf dem Album Greatest Hits Vol. 2 von Brook Benton sowie auf zahlreichen späteren Kompilationen des Künstlers. Es wurde außerdem als Single ausgekoppelt und erreichte Platz 43 der Billboard Hot 100.
Bei der Oscarverleihung 1963 war das Lied als Bester Song nominiert, verlor jedoch gegen Days of Wine and Roses von Henry Mancini aus dem Film Die Tage des Weines und der Rosen.
In der deutschen Synchronfassung ist während des Abspanns nicht der von Brook Benton gesungene Titelsong zu hören, sondern die Coverversion „Auf glühendem Pflaster“ von Ralf Bendix.

## Coverversionen
Die früheste Coverversion stammt von Jimmy Smith, der den Song bereits 1962 für sein Album Bashin': The Unpredictable Jimmy Smith in einer Instrumentalversion aufnahm. Diese wurde von Oliver Nelson arrangiert und von dessen Big Band eingespielt. Die Coverversion erreichte Platz 21 der Billboard Hot 100. Smiths Version verwendete Martin Scorsese später für seine Filme Die Farbe des Geldes (1986) und Casino (1995).
1965 coverte Harry James den Song für sein Album Harry James Plays Green Onions & Other Great Hits. 1971 folgte eine weitere Version von der Band The Persuasions für ihr zweites Album We Came to Play.